# Pat Venditte
Patrick Michael Venditte Jr. (Omaha, 30 giugno 1985) è un ex giocatore di baseball statunitense naturalizzato italiano.
Noto per il suo ambidestrismo, Venditte è il primo lanciatore ambidestro (un cosiddetto switcher-pitcher) in Major League dal 1995. La sua abilità di lancio con entrambi gli arti ha costretto l'organizzazione a introdurre una nuova regola, la 8.01, soprannominata Pat Venditte Rule, secondo la quale il pitcher deve dichiarare quale mano utilizzerà per affrontare il battitore senza aver la possibilità di cambiare questa scelta.

## Carriera

### Inizi e Minor League
Venditte ha frequentato a Omaha, sua città natale, la Central High School dove è stato selezionato nel 45º turno del draft MLB 2007 dai New York Yankees. Dopo aver scelto di non firmare si iscrisse alla Creighton University, sempre a Omaha dove ha giocato per i locali BlueJays. Nel 2008 è stato scelto dai New York Yankees al 20º giro del draft MLB. Ha così giocato per varie franchigie affiliate agli Yankees: Staten Island (A-), Charleston (A), Tampa (A+), Trenton (AA), Scranton/Wilkes-Barre (AAA), Yankees 1 e 2 (Rookie League), senza aver mai l'occasione di debuttare in MLB. Vanta anche esperienze nella lega invernale venezuelana (Zulia) e messicana (Mexicali e Los Mochis). È diventato free agent al termine della stagione 2014.

### Major League
Il 18 novembre 2014, Venditte è stato messo sotto contratto dagli Oakland Athletics. Dopo le esperienze in A+ con Stockon e triplo A con Nashville, è stato fatto debuttare in MLB il 5 giugno 2015, al Fenway Park di Boston contro i Boston Red Sox.
Il 19 ottobre 2015, i Toronto Blue Jays prelevarono Venditte dalla lista dei waivers degli Athletics.
Il 6 agosto 2016, i Blue Jays scambiarono Venditte con i Seattle Mariners per un giocatore da nominare in seguito. I Mariners inviarono il 1º ottobre 2016 il giocatore di minor league Tim Lopes, completando lo scambio.
L'11 marzo 2017, i Mariners scambiarono Venditte con i Philadelphia Phillies per il giocatore di minor league Joey Curletta. Divenne free agent a stagione conclusa senza aver disputato partite nella MLB.
Il 26 novembre 2017, Venditte firmò con i Los Angeles Dodgers, divenendo poi free agent a stagione 2018 ultimata.
Il 21 dicembre 2018, Venditte firmò un contratto annuale del valore di 585.000 dollari con i San Francisco Giants, diventando free agent al termine della stagione 2019.
Il 21 gennaio 2020, Venditte firmò un contratto di minor league con i Miami Marlins. Divenne free agent al termine della stagione.

### Nazionale
Di origini italiane grazie al nonno emigrato, Venditte ha ottenuto la cittadinanza italiana nel 2012 in tempo per partecipare al World Baseball Classic 2013 e all'Europeo 2014. Ha vestito complessivamente 12 volte la maglia azzurra.

## LaVenditte Rule
A causa dell'abilità di Venditte nel lanciare sia con la mano destra che con la sinistra, si è dovuta istituire una nuova regola, in modo che Venditte non potesse cambiare mano di lancio tra un pitch e l'altro contro lo stesso battitore. Dopo aver consultato varie fonti, tra cui il Major League Baseball Rules Committee, la Professional Baseball Umpire Corporation ha aggiornato il proprio regolamento aggiungendo la Venditte Rule.